# Hubie Brown
Hubert Jude "Hubie" Brown (Hazleton, Pensilvania; 25 de septiembre de 1933) es un exentrenador y excomentariasta de baloncesto de la NBA. Fue designado dos veces Entrenador del Año en la NBA, en 1978 y 2004, y es miembro del distinguido Basketball Hall of Fame.

## Carrera

### Inicios
A los 3 años de edad, Brown se mudó con su familia a Elizabeth, Nueva Jersey. Allí creció y se graduó en el St. Mary of the Assumption High School en 1952.
Hubie Brown jugó en los Niagara Purple Eagles de la Universidad de Niágara, graduándose en Educación en 1955. Tras dejar Niagara, Brown entró en el Ejército de los Estados Unidos y jugó en el equipo de baloncesto. Después de completar exitosamente su periplo, salió del ejército en 1958 para jugar en los Rochester Colonels de la Eastern Professional Basketball League (la predecesora de la  CBA). Brown promedió 13.8 puntos por encuentro y se consolidó como un excelende defensor. Mientras estuvo en Niagara, Brown fue compañero (y compañero de habitación) de Frank Layden, antiguo entrenador de Utah Jazz.
Brown comenzó entrenando en 1955 en el St. Mary's High School en Little Falls, New York, donde entrenaba al equipo de baloncesto y al de béisbol al mismo tiempo. Pasó nueve años entrenando a nivel de instituto también en Cranford High School en Cranford, New Jersey y en Fair Lawn High School en Fair Lawn, New Jersey, antes de convertirse en asistente durante una temporada del College of William and Mary en 1968. Un año después, Brown fue asistente de Duke.

#### Milwaukee Bucks
Brown entrenó a Duke hasta 1972, fecha en la que dio el salto a la NBA para trabajar como asistente de Larry Costello en los Milwaukee Bucks. Milwaukee hizo aparición en las Finales de la NBA en 1974 con los futuros Hall of Famers Kareem Abdul-Jabbar y Oscar Robertson, pero cayeron en siete partidos ante Boston Celtics, que contaba en sus filas con estrellas del calibre de Dave Cowens, John Havlicek, Jo Jo White y Don Nelson.

### Entrenador

#### Kentucky Colonels
Tras dos temporadas en la NBA, Brown tuvo su primera oportunidad como entrenador principal a nivel profesional en los Kentucky Colonels de la ABA. Brown lideró a los Colonels al título en 1975. Brown continuó en los Colonels hasta que la ABA y la NBA se fusionaron en 1976. Los Colonels fueron uno de los dos equipos (junto a Spirits of St. Louis), que no dieron el salto a la NBA. Se suponía que Kentucky se una a la NBA en la fusión, pero el dueño John Y. Brown decidió aceptar tres millones de dólares por su equipo en lugar de tener que pagar 3.2 millones de dólares para unirse a la liga. 

#### Atlanta Hawks
Entonces Brown regresó a la NBA para entrenar a Atlanta Hawks. En los Hawks firmó un pobre 31-51 en su primera temporada entrenando en la NBA.  Pero un año después, en la 1977-78 el equipo mejoró ostensiblemente hasta las 41 victorias y 41 derrotas, que le valieron a Hubie Brown para ser designado Entrenador del Año. Brown continuó entrenando a Atlanta hasta la 1980-81, un año antes, en la 1979-80, Hubie llevó al equipo al título de la Division Central con un balance de 50-32.

#### New York Knicks
Su siguiente aventura en la liga vino de la mano de New York Knicks en 1982, sucediendo al lóngevo Red Holzman. Sus dos primeras temporadas en la gran manzana fueron exitosas, logrando récords de 44-38 y 47-35 con apariciones en playoffs incluido. Sin embargo, después New York entró en caída libre hasta que en 1986 fue destituido tras comenzar la temporada con un balance negativo de 4 victorias y 12 derrotas. Esa caída libre en gran parte responde a la devastadora lesión que sufrió en marzo de 1985 la estrella del equipo, Bernard King, frente a Kansas City Kings. King estuvo fuera de las canchas durante dos temporadas, mientras que Patrick Ewing, número 1 del Draft de 1985 se perdió 32 partidos en su temporada rookie. Brown dejó la franquicia en la temporada 1986-87, sucedido por Bob Hill.

#### Memphis Grizzlies
Después de 16 años sin entrenar y con muchas ofertas rechazadas a sus espaldas, Jerry West rescató a Hubie Brown para sustituir a Sidney Lowe en el banquillo de Memphis Grizzlies durante la temporada 2002-03. Brown se convirtió en el entrenador más veterano de la liga con 69 años de edad.
Brown acabó la temporada con un balance 28-46, en ese momento, récord de triunfos de la joven franquicia. Sin embargo, el equipo cambió radicalmente la cara y un año después, en la temporada 2003-04, el equipo alcanzó la sorprendente cifra de 50 victorias y 32 derrotas, accediendo a playoffs por primera vez en su historia. Brown se ganó el segundo galardón de Entrenador del Año de su carrera.
Sin embargo, durante la temporada 2004-05, Brown tuvo que dejar el equipo por problemas de salud y edad cuando marchaban  5-7. Brown recibió el alta para comenzar la temporada, pero no tuvo más remedio que delegar en sus asistentes, incluido su hijo, Brendan Brown. Jason mantuvo una guerra abierta con éste, hasta que tuvo un encontronazo con Brendan durante la disputa de un partido y desde entonces el fuerte carácter de ambos fue un constante generador de conflictos en el que el veterano entrenador tuvo que mediar en favor de su hijo. Jason Williams llegó a señalar que “El problema en Memphis fue su hijo, nunca tuve ningún problema con Hubbie”. James Posey y Bonzi Wells fueron otros de los jugadores que tuvieron varias disputas con el técnico.
Lionel Hollins tomó las riendas del equipo hasta que se anunció el fichaje de Mike Fratello, técnico que fue capaz de devolver a Memphis a playoffs.
En 2005, Hubie Brown fue incluido en el Salón de la Fama como un contribuidor.

### Comentarista deportivo
Brown comenzó trabajando como analista para la CBS en 1988. Cubrió las Finales de la NBA de 1990 antes de marcharse a la TNT a comienzos de la década de los años 1990. 
También trabajo como comentarista para Philadelphia 76ers y Detroit Pistons. 
Luego continuó en la TNT hasta la temporada 2001-02.
Tras la TNT firmó con ABC como analista de la NBA en algunos partidos de liga regular y playoffs, incluidos las Finales de 2005 y 2006. 
Luego trabajó como analista junto a Mike Tirico en la ESPN y ABC, hasta febrero de 2025, cuando anunció su retirada de los micrófonos, a los 91 años, habiendo estado 35 temporadas en la televisión nacional estadounidense, y habiendo comentado 18 finales.

## Estadísticas como entrenador
| Equipo   | Temp.   | P    | V   | D   | %V-D | Finalizó        | PP | VP | DP | %V-DP | Resultado                |
| -------- | ------- | ---- | --- | --- | ---- | --------------- | -- | -- | -- | ----- | ------------------------ |
| Kentucky | 1974-75 | 84   | 58  | 26  | .690 | 1st in Eastern  | 15 | 12 | 3  | .800  | Gana Finales ABA         |
| Kentucky | 1975-76 | 84   | 46  | 38  | .548 | 4th in ABA      | 10 | 5  | 5  | .500  | Pierde Semifinales       |
| Atlanta  | 1976-77 | 82   | 31  | 51  | .378 | 6th in Central  | —  | —  | —  | —     | No Playoffs              |
| Atlanta  | 1977-78 | 82   | 41  | 41  | .500 | 4th in Central  | 2  | 0  | 2  | .000  | Pierde Primera ronda     |
| Atlanta  | 1978-79 | 82   | 46  | 36  | .561 | 3rd in Central  | 9  | 5  | 4  | .556  | Pierde Conf. Semifinales |
| Atlanta  | 1979-80 | 82   | 50  | 32  | .610 | 1st in Central  | 5  | 1  | 4  | .200  | Pierde Conf. Semifinales |
| Atlanta  | 1980-81 | 79   | 31  | 48  | .392 | (despedido)     | —  | —  | —  | —     | —                        |
| New York | 1982-83 | 82   | 44  | 38  | .537 | 4th in Atlantic | 6  | 2  | 4  | .333  | Pierde Conf. Semifinales |
| New York | 1983-84 | 82   | 47  | 35  | .573 | 3rd in Atlantic | 12 | 6  | 6  | .500  | Pierde Conf. Semifinales |
| New York | 1984-85 | 82   | 24  | 58  | .293 | 5th in Atlantic | —  | —  | —  | —     | No Playoffs              |
| New York | 1985-86 | 82   | 23  | 59  | .280 | 5th in Atlantic | —  | —  | —  | —     | No Playoffs              |
| New York | 1986-87 | 16   | 4   | 12  | .250 | (despedido)     | —  | —  | —  | —     | —                        |
| Memphis  | 2002-03 | 74   | 28  | 46  | .378 | 6th in Midwest  | —  | —  | —  | —     | No Playoffs              |
| Memphis  | 2003-04 | 82   | 50  | 32  | .610 | 4th in Midwest  | 4  | 0  | 4  | .000  | Pierde en Primera ronda  |
| Memphis  | 2004-05 | 12   | 5   | 7   | .417 | (renunció)      | —  | —  | —  | —     | —                        |
| Total    | Total   | 1087 | 528 | 559 | .486 |                 | 63 | 31 | 32 | .492  |                          |